# Paraprosdokian
Ein Paraprosdokian ist eine Redewendung, deren Schluss überraschend oder unerwartet ist, so dass der Leser oder Hörer den Anfang überdenken und neu einordnen muss. Häufig wird dadurch ein humoristischer, satirischer oder dramatischer Effekt erzielt.

## Etymologie
„Paraprosdokian“ stammt aus der griechischen Sprache und setzt sich zusammen aus „para“ (gegen) und „prosdokian“ (Erwartung), steht also für „gegen die Erwartung“.

## Beispiele
- „Ich habe einen absolut wundervollen Abend verbracht – aber dieser war es nicht.“ (I’ve had a perfectly wonderful evening, but this wasn’t it.) – Groucho Marx[3]
- „Man kann immer darauf vertrauen, dass Amerikaner das Richtige tun – nachdem sie alles andere probiert haben.“ (You can always count on Americans to do the right thing – after they’ve tried everything else.) – Winston Churchill[2]
- „Wenn ich Ihnen zustimmte, hätten wir beide Unrecht.“ (If I agreed with you, we’d both be wrong.)[2]
- „Meine Mutter war nur einmal in meinem Leben mit mir beim Arzt, als sie mich nämlich abtreiben lassen wollte, aber der Arzt hat sich geweigert, weil ich damals schon kurz vor der Einschulung stand“ – Mike Krüger[4]